# Anthophora albobarbata
Anthophora albobarbata là một loài Hymenoptera trong họ Apidae. Loài này được Hedicke mô tả khoa học năm 1936.